# Ursula Haupenthal
Ursula Haupenthal (* 1955 in St. Wendel) ist eine deutsche Künstlerin und Komponistin.

## Leben und Wirken
Sie schloss ihr Abitur im Jahre 1975 am Heidegger Gymnasium in Meßkirch mit dem Abitur, für das sie den Scheffelpreis erhielt, ab. Sie studierte zunächst an der Fachhochschule für Gestaltung Schwäbisch Gmünd und ab 1976 an der Hochschule für Gestaltung in Pforzheim bei Jürgen Brodwolf, Hetum Gruber, Klaus Ullrich und Ben Willikens. Ihre Abschlussarbeit Über die Kräfte der Metalle (1981) ist eine serielle Arbeit über die physikalischen Eigenschaften verschiedener Metalle und Legierungen, dokumentiert anhand Verformungen an Zylindern.
Bis 1986 fertigte Haupenthal skulpturalen Schmuck. Danach wurde sie im Bereich Klangkunst tätig, entwickelt SkulpturenInstrumente aus Stahl, Edelstahl und Titan, die sowohl Instrument sind als auch Skulptur darstellen. Des Weiteren komponiert sie und entwickelte eine eigene Sprache der Notation. So entstehen halbautomatische Zeichnungen mit schwingenden Saiten und Zeichnungen zu Bewegung und Klang. Metalle, ihre Eigenschaften und Aggregatzustände stehen im Zentrum weiterer Arbeiten und Installationen, auch im öffentlichen Raum. Außerdem fotografiert sie 1999 kunstvoll Metalle, Licht und Wasser.
Eines ihrer wohl bekanntesten Installationskunstwerke ist Das Tor zum Bodensee, zwei große Metallflügel von 5,50 Metern Höhe, die sowohl verkehrstechnisch als auch symbolisch zwischen Stockach und Ludwigshafen in Richtung Bodensee weisen.

## Ausstellungen (Auswahl)
- 2016 Sigmaringen, Alte Schule (Einzelausstellung)
- 2013–16 bei Galerie Linde Hollinger, Ladenburg
- 2012 Landkreis Sigmaringen: „Kunst am Fluss“
- 2009 Engen, Kunstmuseum (Einzelausstellung)
- 2008 Messkirch, Schloss: „Meßkircher Künstler seit 1900“
- seit 2008 regelmäßig bei Galerie Wohlhüter, Leibertingen-Thalheim
- 2006 Ettlingen, Schloss, Landeskunstwochen Baden-Württemberg
- 2004 Darmstadt, Kunsthalle (Einzelausstellung)
- 2000 Seligenstadt, Klosterhof: „BeHausung“
- 1999 Mannheim Nationaltheater: Bühnenbild für No Man’s Land, Choreographie Philippe Talard
- 1999 Frankfurt am Main, Museum Angewandte Kunst, Focus 10 (Einzelausstellung)
- 1996 Ettlingen, Schloss, Landeskunstwochen Baden-Württemberg
- 1996 Karlsruhe, Badischer Kunstverein: „Skulptur Süd-West“
- 1993 Offenburg, Ritterhausmuseum (Einzelausstellung)
- 1993 Karlsruhe, Orgelfabrik (Einzelausstellung)
- 1992 Düsseldorf, Große Kunstausstellung
- 1991 Tokio, Museum of Contemporary Art
- 1991 Hongkong, Goethe-Institut
- 1991 Singapur, National Museum
- 1990 Seoul, Walker Hill Arts Centre
- 1990 Ahlen, Kunstverein Bildhauersymposium
- 1989 Bremen, Kunsthalle

## Konzerte und Performances solo
- 2014 Performances, Galerie Linde Hollinger, Ladenburg (... auf halbem Weg ... den Mond)
- 2008 Leibertingen-Thalheim, Galerie Werner Wohlhüter (Klangbuch)
- 2004 Darmstadt, Kunsthalle (alle SkulpturenInstrumente)
- 2003 Bad Münster am Stein, Trombacher Hof, Parkmusik (Rochen)
- 2001 Darmstadt Fraunhofer-Institut (alle SkulpturenInstrumente)
- 1998 Leipzig, Grassimuseum (Klangbuch)
- 1996 Metzingen Stadt und Neckarwerke (Skulptur)
- 1996 Karlsruhe Badischer Kunstverein „Skulptur Süd-West“ (große Klangfläche)
- 1994 Frankfurt am Main, Museum Angewandte Kunst (alle SkulpturenInstrumente)
- 1991 Singapur, National Museum
- 1991 Tokio, Hara Museum
- 1991 Hongkong, Goethe-Institut (jeweils mit Klangbuch)
- 1991 Offenburg, Ritterhausmuseum (alle SkulpturenInstrumente und Zuspielband)
- 1990 Seoul, Walker Hill Arts Centre (Klangbuch)
- 1989 Bremen Kunsthalle (Klangbuch)

## Konzerte mit anderen Musikern
- 2016 Sigmaringen mit Joachim Irmler
- 2009 Galerie Werner Wohlhüter, Leibertingen-Thalheim mit Helmut Wetter, Saxophon
- 2009 Engen Kunstmuseum mit Dorle Ferber, Violine und Stimme
- 2005–2007 Ludwigshafen, Theater im Pfalzbau und Berlin Merzmusik „Kseni“, Oper von Jocy de Oliveira
- 2003 Forbach, Alte Kaunenhalle, rendez-vous-musique nouvelle, Sigune von Osten
- 1998 Frankfurt am Main, Museum Angewandte Kunst mit Ilmar Klahn (Violine)
- 1996 Ettlingen, Schloss, Landeskunstwochen mit Lea Kottner und Ilamr Klahn (Violine)
- 1988 Brüssel, Sitz des Landes NRW und Jugendhof Vlotho mit Ensemble CeCelebrar, Helmut Bieler-Wendt und Johannes Frisch

## Werke im öffentlichen Raum und Sammlungen
- Weil am Rhein, Vitra
- Inzigkofen, Klostermauer „La Fiamma“
- Stockach und Bodman-Ludwigshafen, Blumhofkreisel, B 31 „Das Tor zum Bodensee“
- Konstanz, Kunststiftung Landkreis Konstanz
- Frankfurt am Main, Museum Angewandte Kunst
- Mannheim Sammlung Phoenix
- Ulm Blaubeuren, Skulpturen Park Merckle
- Tokio, Hara Museum of Contemporary Art
- New York, Cooper Hewitt Design Museum
- Wien, mak
- Stuttgart, Institut für Auslandsbeziehungen
- Karlsruhe, Forschungszentrum und Kindertagesstätte Weiherhof

## Kataloge
- 2012 Landkreis Sigmaringen: Kunst am Fluss. ISBN 978-3-8392-1406-0.
- 2012 Kulturmagazin: Künstlerlexikon Bodensee. ISBN 978-3-8448-0727-1.
- 2009 Kreisverwaltung Kaiserslautern: Sickingen-Kunstpreis. Dr. Annette Reisch
- 2008 Karlsruhe Kulturamt der Stadt: Skulpturenpark Ostaue. Dr. Carmela Thiele
- 2008 Museumsgesellschaft Meßkirch: Meßkircher Künstler seit 1900. Dr. Armin Heim ISBN 978-3-89977-513-6.
- 2004 Darmstadt, Kunsthalle: Unter Strom. Dr. Peter Joch
- 1999 Booklet CD: Peschalb Nrudt. Dr. Sabine Runde und Gerhard Auer
- 1998 Neue Musikzeitung. Heft 17, Nina Polaschegg
- 1998 Frankfurt am Main, Museum für angewandte Kunst: 7. Triennale. Dr. Sabine Runde ISBN 3-88270-083-1.
- 1996 Ettlingen, Museum: Kunst – Raum – Stadt. Daniela Wagner
- 1994 Frankfurt am Main, Museum für angewandte Kunst: 6. Triennale. Dr. Sabine Runde ISBN 3-88270-067-X.
- 1992 Land NRW: Grosse Kunstausstellung. ISSN 0931-0908.
- 1989 Institut für Auslandsbeziehungen und Goethe Institut: Das Buch. Siegfried Salzmann

## CD, YouTube, Film
- 2018 Das Tor zum Bodensee (Bodenseekunstwege)
- 2008  Regio TV 3: Portrait
- 2002  TV 1, France: Chez nous
- 2001 Balaena
- 1999 Peschalb Nrudt, EFA SP 50
- 1999  No man’s Land, Philippe Talard, Choreographie
- 1990 Hände – Werke, Ingrid La Plante

## Mitgliedschaften
- Gema
- V-G Bild Kunst
- VG Wort